# Jan Johansen
Jan Johansen   (Tønsberg, 3 de desembre de 1944) és un piragüista noruec, ja retirat, que va competir entre les dècades de 1960 i 1980.
El 1968 va prendre part en els Jocs Olímpics d'Estiu de Ciutat de Mèxic, on va guanyar la medalla d'or en la prova del K-4 1.000 metres del programa de piragüisme. Formà equip amb Steinar Amundsen, Tore Berger i Egil Søby. Quatre anys més tard, als Jocs de Múnic, i amb els mateixos companys de tripulació, va guanyar la medalla de bronze en la mateixa prova.
En el seu palmarès també destaquen una medalla d'or i dues de plata al Campionat del Món de piragüisme en aigües tranquil·les, entre el 1966 i 1971, així com també una d'or i una de plata al Campionat d'Europa en aigües tranquil·les de 1969. Guanyà vint-i-set campionats nacionals entre 1965 i 1982.